# Liste deutsch-spanischer Städte- und Gemeindepartnerschaften
Dies ist eine noch unvollständige Liste von Städte- und Gemeindepartnerschaften zwischen Deutschland und Spanien.
| Deutsche Gemeinde          | Bundesland          | spanische Gemeinde                  | spanische Provinz              | seit                         |
| -------------------------- | ------------------- | ----------------------------------- | ------------------------------ | ---------------------------- |
| Aachen                     | Nordrhein-Westfalen | Toledo                              | Provinz Toledo                 | 1985                         |
| Ahrensburg                 | Schleswig-Holstein  | Esplugues de Llobregat              | Provinz Barcelona              | 1988                         |
| Aschersleben               | Sachsen-Anhalt      | Córdoba                             | Provinz Córdoba                | 2000                         |
| Bad Salzdetfurth           | Niedersachsen       | Benicàssim                          | Provinz Castellón              | 1986                         |
| Baunatal                   | Hessen              | San Sebastián de los Reyes          | Provinz Madrid                 | 1990                         |
| Altmannstein/Beilngries    | Bayern              | Naturpark Sierra de María-Los Vélez | Andalusien                     | 1994                         |
| Berga                      | Sachsen-Anhalt      | Berga (Barcelona)                   | Provinz Barcelona              | 2000                         |
| Berlin                     | Berlin              | Madrid                              | Provinz Madrid                 | 1988                         |
| Bochum                     | Nordrhein-Westfalen | Oviedo                              | Asturien                       | 1980                         |
| Bodolz                     | Bayern              | Benicàssim                          | Provinz Castellón              | 1977                         |
| Braunfels                  | Hessen              | Carcaixent                          | Provinz Valencia               | 2017                         |
| Bühl                       | Baden-Württemberg   | Vilafranca del Penedès              | Provinz Barcelona              | 2002                         |
| Burg                       | Sachsen-Anhalt      | Cáceres                             | Provinz Cáceres                | 1994                         |
| Crailsheim                 | Baden-Württemberg   | Terrassa                            | Provinz Barcelona              | 1992                         |
| Cuxhaven                   | Niedersachsen       | Vilanova de Arousa                  | Provinz Pontevedra             | 2001(Städtefreundschaft)     |
| Darmstadt                  | Hessen              | Logroño                             | La Rioja                       | 2002                         |
| Dormagen                   | Nordrhein-Westfalen | Toro                                | Provinz Zamora                 | 1994                         |
| Duisburg                   | Nordrhein-Westfalen | Bilbao                              | Bizkaia                        | 1995                         |
| Duisburg                   | Nordrhein-Westfalen | Teneriffa                           | Provinz Santa Cruz de Tenerife | 1993                         |
| Dürnau                     | Baden-Württemberg   | Mataró                              | Provinz Barcelona              | 1988                         |
| Düsseldorf                 | Nordrhein-Westfalen | Puerto de la Cruz                   | Provinz Santa Cruz de Tenerife | 2003(Städtefreundschaft)     |
| Düsseldorf                 | Nordrhein-Westfalen | Palma                               | Balearische Inseln             | 2003                         |
| Eichstätt                  | Bayern              | Sierra de Maria (Naturpark)         | Andalusien                     | 1994                         |
| Esslingen am Neckar        | Baden-Württemberg   | Albacete                            | Provinz Albacete               | 1990                         |
| Euskirchen                 | Nordrhein-Westfalen | Palencia                            | Provinz Palencia               | 2000                         |
| Freiburg im Breisgau       | Baden-Württemberg   | Granada                             | Provinz Granada                | 1991                         |
| Fürstenfeldbruck           | Bayern              | Almuñécar                           | Provinz Granada                | 2005                         |
| Gammelshausen              | Baden-Württemberg   | Mataró                              | Provinz Barcelona              | 1988                         |
| Göppingen                  | Baden-Württemberg   | El Maresme (Matero)                 |                                | 1990                         |
| Grasellenbach              | Hessen              | Cunit                               | Provinz Tarragona              | 1983                         |
| Heiligkreuzsteinach        | Baden-Württemberg   | Teulada                             | Provinz Alicante               | 1983                         |
| Jever                      | Niedersachsen       | Cullera                             | Provinz Valencia               | 2000                         |
| Kirkel                     | Saarland            | Torrox                              | Provinz Málaga                 | 2011                         |
| Knittlingen                | Baden-Württemberg   | Benaoján                            | Provinz Málaga                 | 2000                         |
| Knittlingen                | Baden-Württemberg   | Montejaque                          | Provinz Málaga                 | 2000                         |
| Köln                       | Nordrhein-Westfalen | Las Palmas de Gran Canaria          | Provinz Las Palmas             | 1996                         |
| Köln                       | Nordrhein-Westfalen | Granada                             | Provinz Granada                | 1997                         |
| Köln                       | Nordrhein-Westfalen | Barcelona                           | Provinz Barcelona              | 1984                         |
| Kötzting                   | Bayern              | Altea                               | Provinz Alicante               | 1991 im Rahmen der Douzelage |
| Langen                     | Hessen              | Aranda de Duero                     | Provinz Burgos                 | 2006                         |
| Lingen (Ems)               | Niedersachsen       | Salt                                | Provinz Girona                 | 1998                         |
| Lohfelden                  | Hessen              | Alcalá la Real                      | Provinz Jaén                   | 2006                         |
| Mainz                      | Rheinland-Pfalz     | Valencia                            | Provinz Valencia               | 1978                         |
| Mayschoß                   | Rheinland-Pfalz     | San Jorge                           | Provinz Castellón              | 2004                         |
| Mindelheim                 | Bayern              | Sant Feliu de Guíxols               | Provinz Girona                 | 1967                         |
| Nieder-Olm                 | Rheinland-Pfalz     | L’Alcúdia                           | Provinz Valencia               | 1990                         |
| Nürnberg                   | Bayern              | Córdoba                             | Provinz Córdoba                | 2010                         |
| Ochtrup                    | Nordrhein-Westfalen | Valverde del Camino                 | Provinz Huelva                 | 1991                         |
| Oppenheim                  | Rheinland-Pfalz     | Calp                                | Provinz Alicante               | 2001                         |
| Paderborn                  | Nordrhein-Westfalen | Pamplona                            | Navarra                        | 1993                         |
| Passau                     | Bayern              | Málaga                              | Provinz Málaga                 | 1987                         |
| Pforzheim                  | Baden-Württemberg   | Gernika                             | Bizkaia                        | 1989                         |
| Ramstein-Miesenbach        | Rheinland-Pfalz     | Rota                                | Provinz Cádiz                  | 2019                         |
| Rastatt                    | Baden-Württemberg   | Almería                             | Provinz Almería                | 1987                         |
| Ravensburg                 | Baden-Württemberg   | Mollet del Vallès                   | Katalonien                     | 2002                         |
| Rheda-Wiedenbrück          | Nordrhein-Westfalen | Palamós                             | Provinz Girona                 | 1995                         |
| St. Georgen im Schwarzwald | Baden-Württemberg   | Museros                             | Provinz Valencia               | 2006                         |
| Scharbeutz                 | Schleswig-Holstein  | Navajas                             | Provinz Castellón              | 1986                         |
| Schorndorf                 | Baden-Württemberg   | Errenteria                          | Gipuzkoa                       | 2012                         |
| Schwarzenbruck             | Bayern              | Urretxu                             | Baskenland                     | 1991                         |
| Spangenberg                | Hessen              | Cariñena                            | Provinz Saragossa              | 2018                         |
| Stuhr                      | Niedersachsen       | Alcalá de Guadaíra                  | Provinz Sevilla                | 2000                         |
| Taunusstein                | Hessen              | Caldes de Montbui                   | Provinz Barcelona              | 1989                         |
| Unterhaching               | Bayern              | Adeje                               | Provinz Santa Cruz de Tenerife | 1990                         |
| Versmold                   | Nordrhein-Westfalen | Tui                                 | Galicien                       | 2013                         |
| Weingarten (Baden)         | Baden-Württemberg   | Olesa de Montserrat                 | Provinz Barcelona              | 1983                         |
| Weinstadt                  | Baden-Württemberg   | Arnedo                              | La Rioja                       | 1996                         |
| Wiesbaden                  | Hessen              | Donostia-San Sebastián              | Baskenland                     | 1981                         |
| Winnenden                  | Baden-Württemberg   | Santo Domingo de la Calzada         | La Rioja                       | 1991                         |
| Würzburg                   | Bayern              | Salamanca                           | Provinz Salamanca              | 1980                         |